# Yaxchilán

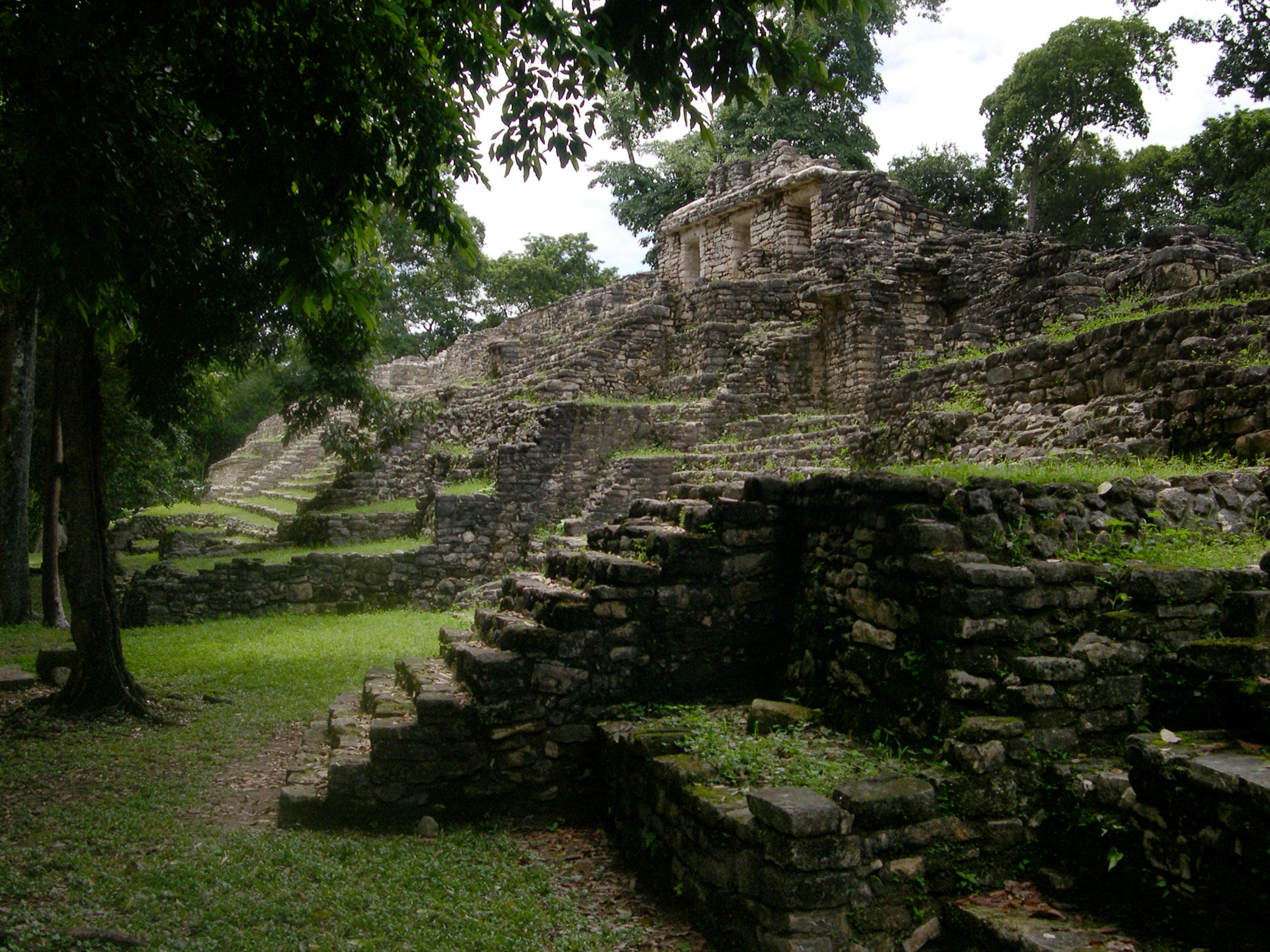
En av pyramiderna på den övre platån i Yaxchilán.

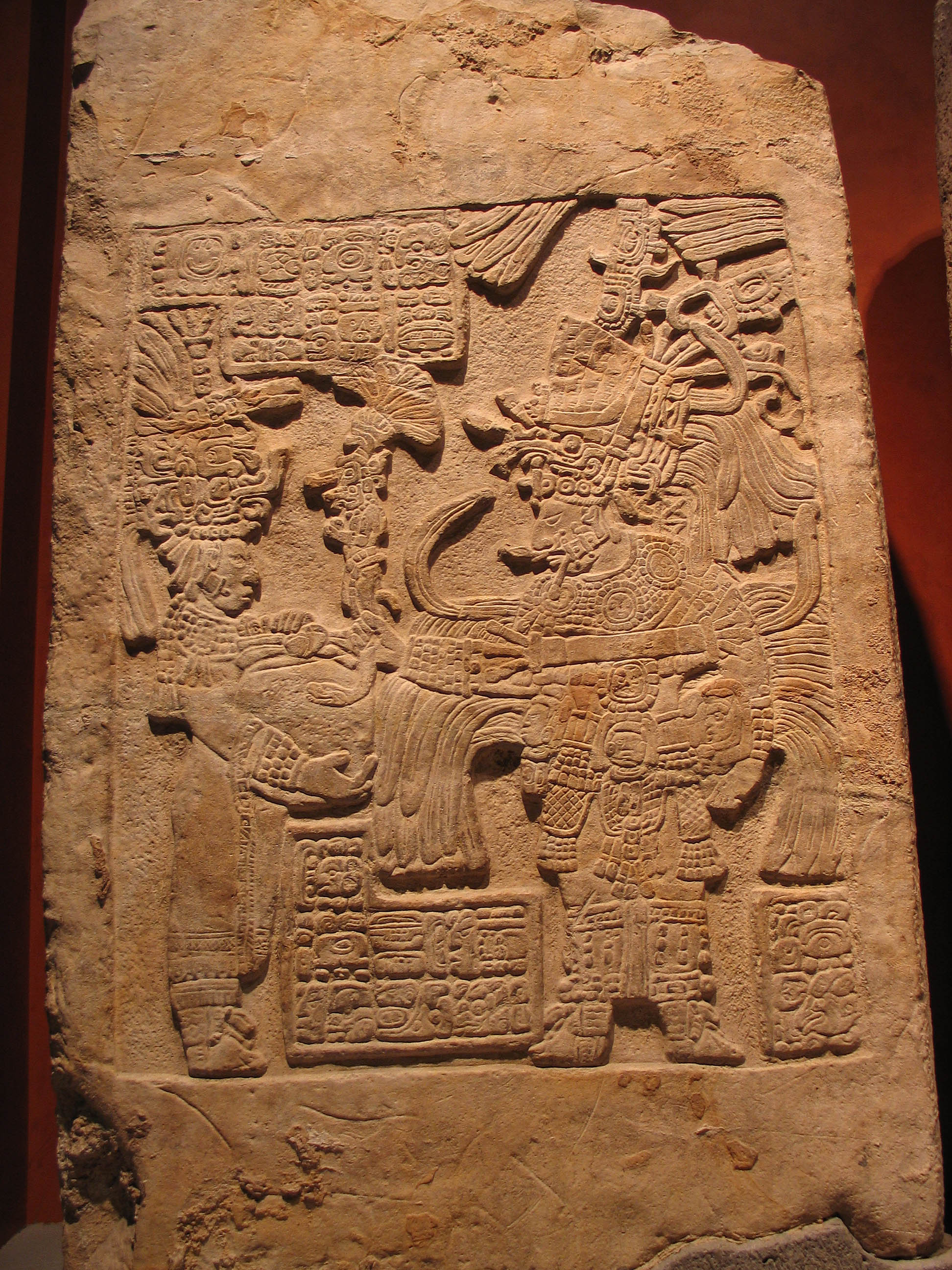
Dintel No. 53, Museo Nacional de Antropología

Yaxchilán, även kallad Menché, är en gammal mayastad vid Usumacintafloden i den mexikanska delstaten Chiapas. Stadens historiska namn var troligen Pa' Chan. Yaxchilán betyder Grön sten på mayaspråk.

## Det ursprungliga Yaxchilán
Yaxchilán var ett stort centrum och betydelsefullt under den klassiska perioden omkring 200-900. Staden var stormakt i området omkring Usumacintafloden, där den dominerade mindre platser som exempelvis Bonampak och länge var allierad med Piedras Negras och Tikal. Staden var rival till Palenque som Yaxchilán krigade mot 654. Yat-Balam, grundaren av en lång dynasti, övertog tronen 2 augusti 320, när Yaxchilán var en liten plats. Staden växte till regionens maktcentrum och dynastin levde till tidigt på 800-talet.
Yaxchilán är känd för sina många skulpturer, som exempelvis monolithuggna stelar och de smala stenrelieferna på tempeldörrarnas överstycken.

## Återupptäckt och modern historia
Platsen omnämndes kort av Juan Galindo 1833 och professor Edwin Rockstoh på Guatemalas nationalhögskola besökte platsen 1881 och publicerade ytterligare en kort artikel. 1882 kom upptäcktsresandena Alfred Maudslay och Désiré Charnay till platsen ungefär samtidigt och de publicerade mer detaljer om ruinerna, med teckningar och fotografier. Charnay kallade ruinerna "Lorillardstaden" till minne av Pierre Lorillard som stod för kostnaderna för sin expedition in i Mayazonen. Teoberto Maler besökte platsen upprepade gånger 1897-1900 och publicerade 1903 en detaljerad beskrivning av Yaxchilán och närliggande platser.
1931 ledde Sylvanus Morley en expedition från Carnegie Institution till Yaxchilán där de kartlade platsen och upptäckte flera nya monument.
Det mexikanska nationella institutet för antropologi och historia (INAH) genomförde arkeologiska forskningsarbeten i Yaxchilán 1972-1973, 1983 och ytterligare arbeten tidigt på 1990-talet.
Yaxchilán var under lång tid svårt att nå på annat sätt än via floden då inga vägar fanns på 15 mils avstånd, men på 1990-talet byggdes en gränsväg som numera gör det lättare att besöka platsen, men för att komma ända fram till platsen krävs en timmes färd med båt på Usumacintafloden.